# Spinning Coaster

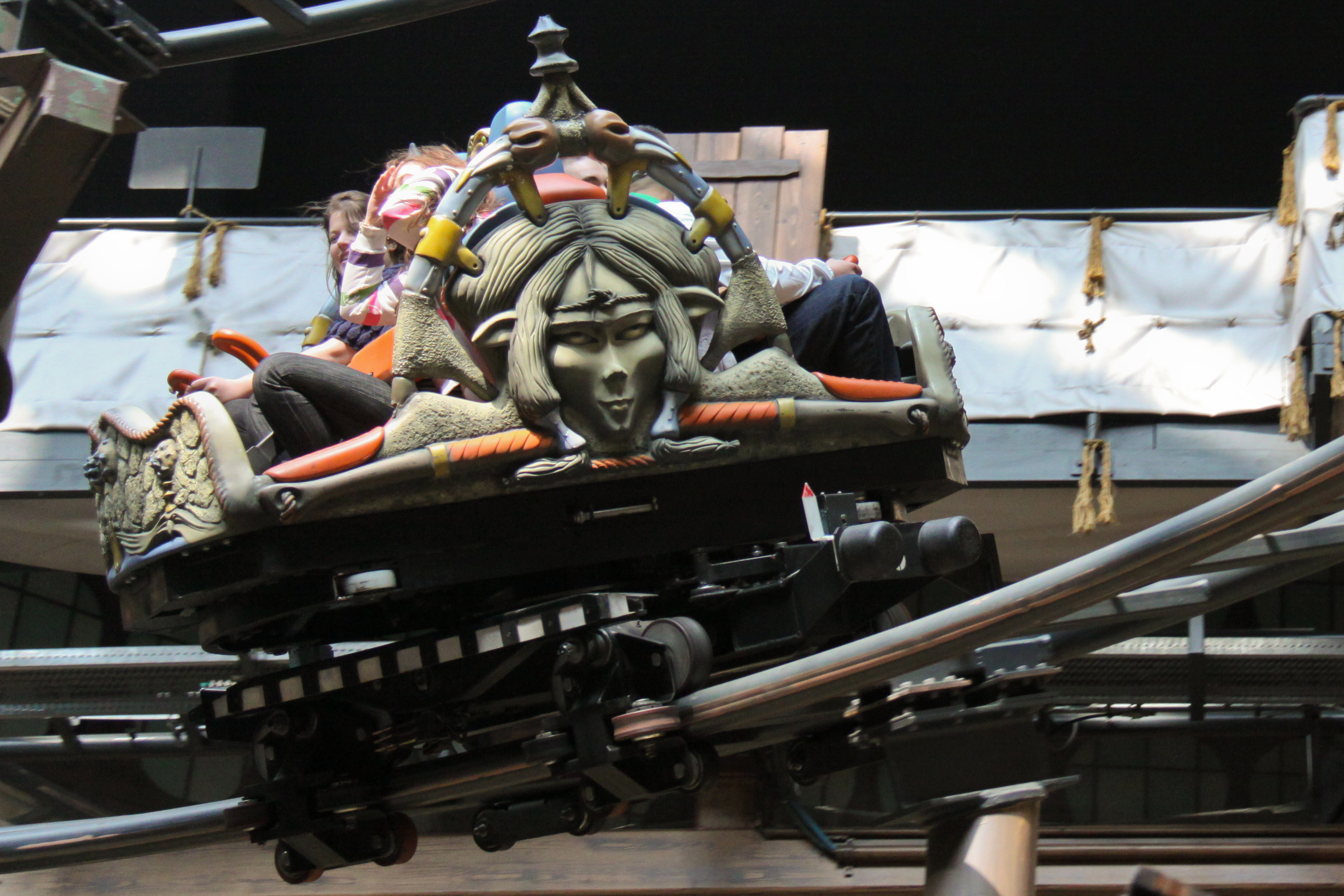
Winja’s Fear & Winja’s Force im Wuze Town, Phantasialand

Ein Spinning Coaster (englisch to spin ‚drehen‘) ist eine Achterbahn, bei der sich die Wagen auf einer vertikalen Achse horizontal drehen. Die Drehung kann dabei kontrolliert oder unkontrolliert erfolgen. Bei der kontrollierten Drehung steuert ein Programm die Drehung der Wagen an bestimmten Streckenabschnitten, zum Beispiel bei der Euro-Mir im Europa-Park in Rust.
Bei der unkontrollierten oder freien Drehung beginnen die Wagen sich ab einem bestimmten Streckenabschnitt frei zu drehen, wobei die Drehung nur durch die Fliehkraft bzw. die Gewichtsverlagerung beeinflusst wird, bis die Wagen an einem anderen Streckenabschnitt wieder arretiert, also in eine feststehende Position gebracht werden. Ein Beispiel hierfür sind Winja’s Fear & Winja’s Force im Phantasialand in Brühl oder verschiedene Wilde-Maus-Achterbahnen. Um eine übermäßige Drehung zu vermeiden, werden bei den meisten Achterbahnen dieser Art Fliehkraftbremsen eingesetzt.

## Geschichte
Ein Vorläufer der Spinning Coaster waren die 1906 von William F. Mangels entwickelten Tickler. Die runden, an Kübel erinnernden Wagen fuhren nicht auf Schienen, sondern von seitlichen Führungen gehalten auf einer schrägen Ebene einen Zickzackkurs nach unten zur Station.

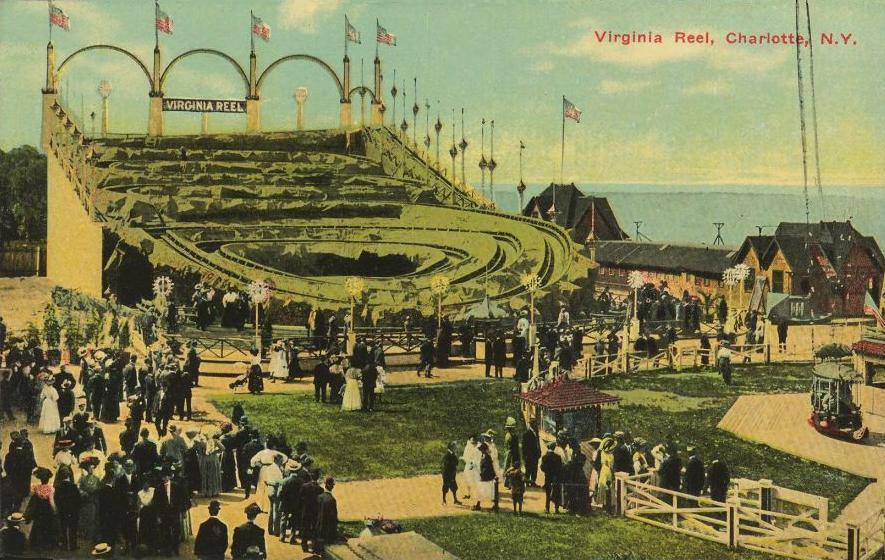
Virginia Reel im Ontario Beach Amusement Park, Charlotte, Rochester, New York ca. 1910

Die ersten Achterbahnen, welche unter die Kategorie Spinning Coaster fielen, waren ab 1907 die von Henry Elmer Riehl erfundenen, hölzernen Virginia Reel. Der Name basiert auf einem Folkloretanz und dem Namen Riehls Tochter. Bis zu 6 Fahrgäste nahmen dabei mit dem Gesicht nach innen gewandt in einem runden, hölzernen, kübelartigen Wagen platz. Die Strecken wiesen keine großen Drops und Hügel auf, sondern schlängelten sich sanft talwärts, dafür aber, ähnlich wie die Mauskurven bei Wilde-Maus-Achterbahnen, sehr zickzack- und kurvenreich, damit sich die Wagen so oft wie möglich drehten. Die letzte Virginia Reel wurde bis 1982 in Blackpool Pleasure Beach betrieben.
Während bei den Virginia Reels nur Einzelwagen zum Einsatz kamen, hatten die Dip-Lo-Docus genannten Bahnen von John A. Miller und Harry C. Baker Wagenverbünde aus zwei Einzelwagen und die Sitzplätze waren kleeblattförmig für drei mal zwei Personen angeordnet. Auch orientierte sich die Fahrstrecke eher an denen anderer Achterbahnen, so wurden größere Radien und mehr Hügel überfahren.

## Sonderformen

### 4th-Dimension-Coaster
Eine Variante des Spinning Coaster ist der 4th-Dimension-Coaster, welcher im Aufbau einem Wing Coaster ähnelt, wobei sich hier die Sitze selbst drehen lassen, allerdings nicht wie beim herkömmlichen Spinning Coaster, sondern vertikal auf einer Horizontalachse.

### Surfrider
Eine weitere Sonderform stellt das Surfrider-Modell des Herstellers Intamin dar. Dabei befinden sich zwei frei rotierbare Gondeln hintereinander auf einem Surf- bzw. Skateboard-ähnlichem Wagen. Das Layout ist dabei U-förmig, der Wagen durchfährt also mehrfach die Station auf zwei Spikes, wobei die Gondeln frei rotieren.

## Hersteller
Im Laufe der Zeit haben verschiedene Hersteller das Konzept umgesetzt, teilweise mit eigenen Ideen wie Gerstlauer Amusement Rides, bei deren Bahnen sich die Mitfahrer gegenübersitzen. Es wurden aber auch Bahnen und Technik zum Beispiel von Maurer Rides mehr oder weniger kopiert.
Bei Reverchon und Fabbri sitzen die Mitfahrer in einer Reihe nebeneinander, während bei Mack und Maurer-Bahnen je zwei Fahrer Rücken-an-Rücken sitzen.

## Liste bekannter Auslieferungen

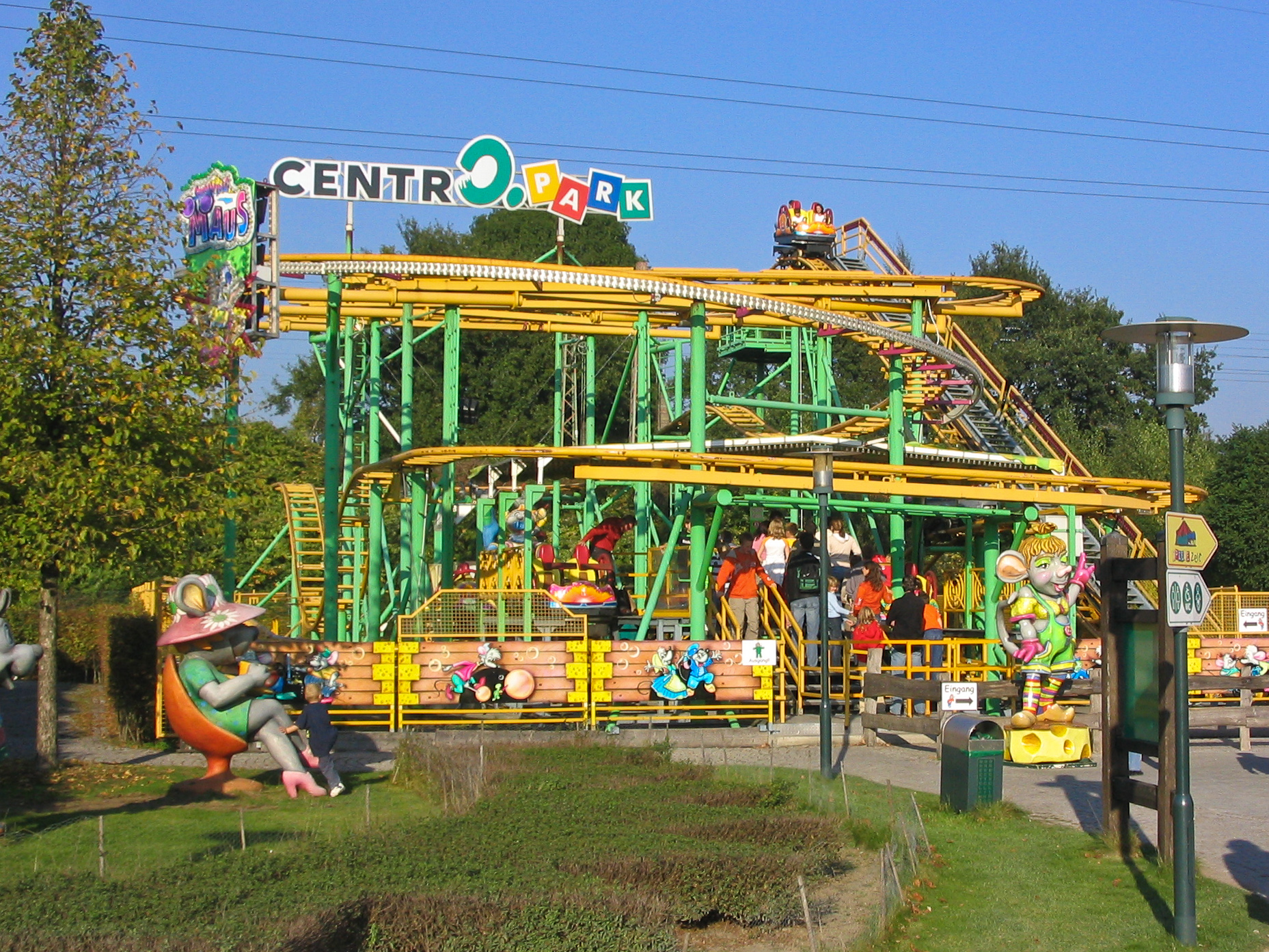
Speedy im CentrO.PARK

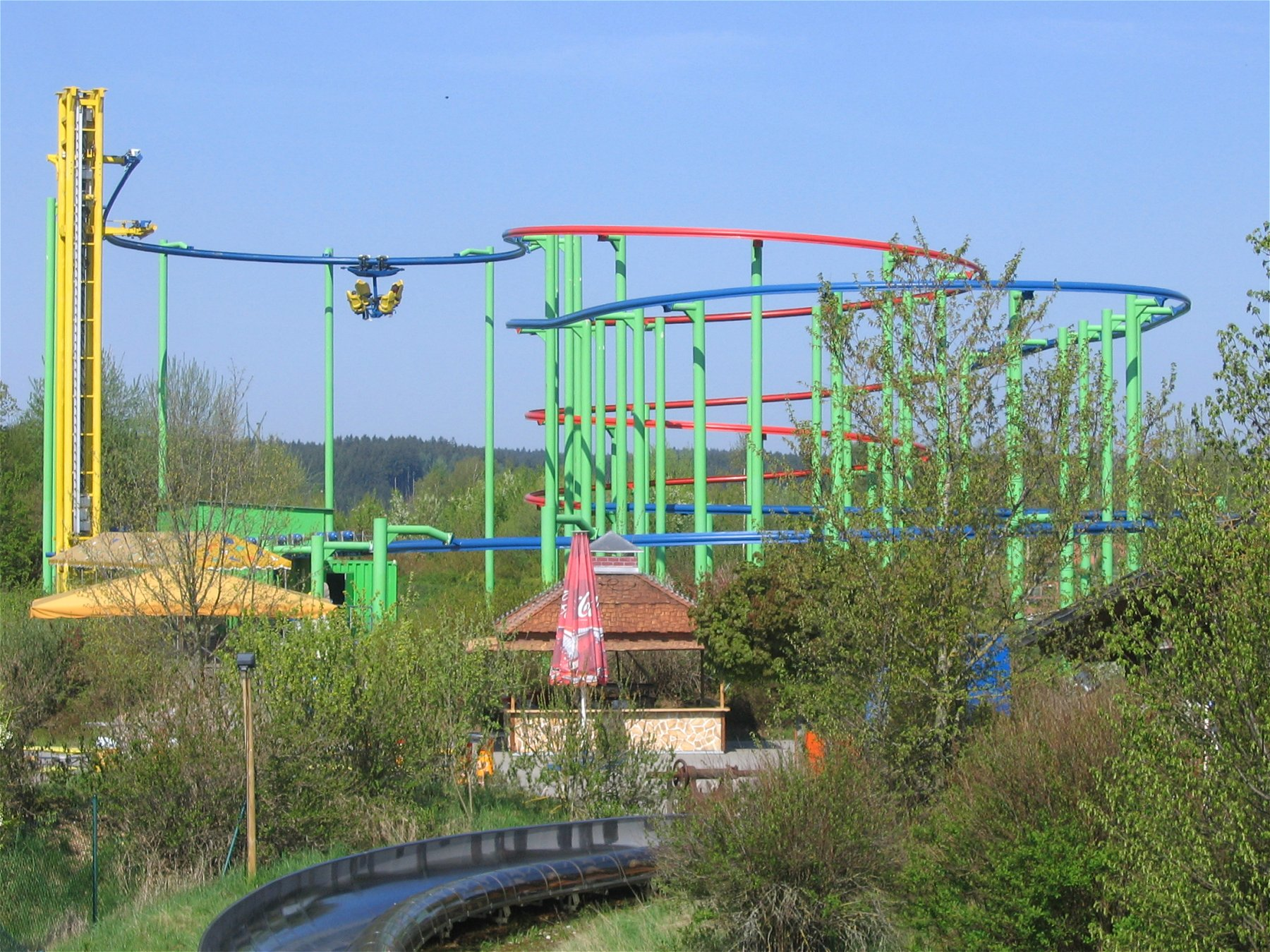
Sky Rider im Skyline Park

| Achterbahn                   | Betreiber                                   | Land                   | Eröffnung          | Schließung       | Hersteller                 |
| ---------------------------- | ------------------------------------------- | ---------------------- | ------------------ | ---------------- | -------------------------- |
| Cagliostro                   | Rainbow MagicLand                           | Italien                | 26. Mai 2011       |                  | Maurer Rides               |
| Cétautomatix                 | Parc Astérix                                | Frankreich             | 18. August 2025    |                  | Gerstlauer Amusement Rides |
| Crazy Coaster                | South Pier                                  | Vereinigtes Königreich | 2018               |                  | Reverchon                  |
| Crush’s Coaster              | Disneyland Paris – Walt Disney Studios Park | Frankreich             | 16. Mai 2007       |                  | Maurer Rides               |
| Dragon’s Fury                | Chessington World of Adventures             | Vereinigtes Königreich | 27. April 2004     |                  | Maurer Rides               |
| Dwervelwind                  | Toverland                                   | Niederlande            | 29. September 2012 |                  | Mack Rides                 |
| Euro-Mir                     | Europa-Park                                 | Deutschland            | 1997               |                  | Mack Rides                 |
| Exterminator                 | Kennywood                                   | Vereinigte Staaten     | 18. April 1999     |                  | Reverchon                  |
| GraviTrax                    | Ravensburger Spieleland                     | Deutschland            | 2021               |                  | SBF Visa Group             |
| Gekion Live Coaster          | Tokyo Joypolis                              | Japan                  | 14. Juli 2012      |                  | Gerstlauer Amusement Rides |
| Heidi The Coaster            | Ewald Schneider                             | Deutschland, reisend   | 21. September 2019 |                  | Reverchon                  |
| Höllenblitz – Der Coaster    | Klaus Renoldi junior                        | Deutschland, reisend   | 1992/2007          |                  | Gerstlauer Amusement Rides |
| Maskerade                    | Wiener Prater                               | Österreich             | 2015               |                  | Gerstlauer Amusement Rides |
| Naga Bay                     | Bobbejaanland                               | Belgien                | 9. April 2011      |                  | Maurer Rides               |
| Piraten Spinner              | Freizeit-Land Geiselwind                    | Deutschland            | 1994               |                  | Zierer Rides               |
| RidderStrijd                 | Avonturenpark Hellendoorn                   | Niederlande            | 30. März 2024      |                  | Reverchon                  |
| Sierra Sidewinder            | Knott’s Berry Farm                          | Vereinigte Staaten     | 26. Mai 2007       |                  | Mack Rides                 |
| Sky Rider                    | Skyline Park                                | Deutschland            | 2001               |                  | Caripro                    |
| Sky Spin                     | Skyline Park                                | Deutschland            | 6. Juli 2013       |                  | Maurer Rides               |
| Speedy                       | CentrO.PARK                                 | Deutschland            | 2001               | 24. Oktober 2010 | Maurer Rides               |
| Spinball Whizzer             | Alton Towers                                | Vereinigtes Königreich | 27. März 2004      |                  | Maurer Rides               |
| Tarántula                    | Parque de Atracciones de Madrid             | Spanien                | 14. Mai 2005       |                  | Maurer Rides               |
| The Ride to Happiness        | Plopsaland Belgium                          | Belgien                | 1. Juli 2021       |                  | Mack Rides                 |
| Time Traveler                | Silver Dollar City                          | Vereinigte Staaten     | 14. März 2018      |                  | Mack Rides                 |
| Tornado                      | Dyrehavsbakken                              | Dänemark               | 9. April 2009      |                  | Intamin                    |
| Winja’s Fear & Winja’s Force | Phantasialand                               | Deutschland            | 30. März 2002      |                  | Maurer Rides               |